# Piet Seewald
Piet/Pieter Seewald (13 november 1916 – 23 maart 1994) was een Nederlandse schaker. 
Seewald was een ICCF grootmeester. Hij speelde bordschaak bij Schaakvereniging VVV in Alkmaar, en werd daar erelid in 1975 waar hij ook 23 keer clubkampioen werd.
Seewald speelde vaak mee in het Hoogovensschaaktoernooi Group 1 en reserve meestergroup. 
Hij was een sterk correspondentieschaakspeler. Hij behaalde zijn ICCF IM norm in 1978 en ICCF GM norm in 1993.